# Mircea II.
Mircea II., zvaný Mladý, rum. Mircea cel Tanaro (* 1422 – † 12. prosince 1446) byl krátce kníže Valašského knížectví. Byl nejstarším legitimním synem Vlada II. Na trůn se dostal po uvěznění jeho otce Turky. Zúčastnil se bitvy u Varně v roce 1444.
Traduje se o něm, že po brutálním mučení bojarů z města Târgoviște a po oslepeni ho v roce 1446 zaživa pohřbili. Jeho smrt i smrt jejich otce pomstil jeho bratr Vlad III. Dracula stejným způsobem. Polovinu bojarů i s jejich rodinami přikázal napíchnout na kůly (osmanský brutální způsob popravy) a ostatním řekl, ať jdou pěšky z města Târgoviște do Poienari (asi 200 km přes hory). Ty, kterým se podařilo tento smrtonosný pochod přežít, zavřel do místního hradu.